# Bobo Ashanti
Pour les articles homonymes, voir Bobo, Ashanti et Shanti.
 (avril 2013).
Si vous disposez d'ouvrages ou d'articles de référence ou si vous connaissez des sites web de qualité traitant du thème abordé ici, merci de compléter l'article en donnant les références utiles à sa vérifiabilité et en les liant à la section « Notes et références ».
Bobo Ashanti (également appelé Bobo Shanti et Bobo Shanty) est un ordre du mouvement rastafari. Ce mouvement est également appelé Bobo Dread ou mouvement emmanuellite ou encore edwardiste.

## Historique
Cet ordre a été créé par Charles Edwards — dit le Prince — après la convention rasta de 1958.
Lorsque le camp de Back'O'Wall est détruit par le JLP, les emmanuellites vont fonder un village sur les collines de Bull Bay (en). Les règles de cette communauté sont restées pendant de longues années inconnues du monde extérieur.
Jusqu'à la mort de Charles Edwards en 1994, les bobos sont les plus méprisés des rastas. Les autres communautés ne les fréquentent que très peu. Puis ils deviennent les « saints » des ghettos de Kingston.

## Organisation & Mœurs
À l'inverse du Pinnacle de Howell, le camp Bobo est géré très strictement : les femmes sont tenues à l'écart des hommes (elles respectent le principe de vingt-et-un jours par mois de purification), « la pollution est une affaire sérieuse » ; le sabbat est rigoureusement observé et la prière se fait trois fois par jour, tourné vers l'est[réf. nécessaire].
En référence à leur lecture intégriste de la Bible, ils sont strictement vegan, ne boivent pas d'alcool et plus curieusement s'interdisent également la mangue et la canne à sucre (peut-être pour le symbole esclavagiste passé que ces cultures représentent). Comme tous les mouvements rastafari ils consomment le Cannabis mais uniquement à des fins spirituelles et jamais en public.
Ce mouvement rasta extrémiste est hélas connu pour son homophobie, sa misogynie et son racisme notables.

## Musique
De nos jours, le mouvement est représenté par des artistes tels que Sizzla, Anthony B, Capleton, Lutan Fyah et Turbulence même s'il semblerait que Charles Edwards ne tolérait pas le reggae dans sa communauté, n'acceptant que les percussions nyahbinghi. Tous ces artistes ne tiennent pas de propos racistes à proprement parler ou ne les tiennent plus à l'étranger, mais l'homophobie et la misogynie sont un sujet récalcitrant sur nombre de leurs titres, ayant occasionné de nombreuses annulations de concert en occident et notamment en France ces dernières années.